# Bulletin de correspondance hellénique
Das Bulletin de correspondance hellénique (Abkürzung: BCH) ist eine bedeutende französische Fachzeitschrift der Altertumswissenschaften. 
Sie erscheint seit 1877 zweimal jährlich und wird von der École française d’Athènes herausgegeben. Die Beiträge sind meist in französischer Sprache, seltener auch auf Englisch oder Deutsch.